# 筋肉質
筋肉質（きんにくしつ）とは、筋肉組織の発達した状態のことをいう。人間以外の生物に当てはめる場合は単純に筋肉組織の発達した特性のみを指すことが多いが、人間の特性として考える場合は、長年にわたりスポーツ文化を発展させてきたこともあり、しばしば身体鍛錬の象徴としての意味合いがこれに加わる。

## スポーツと筋肉

筋肉を鍛える

筋肉質であることを体育学的に言えば、身体の鍛錬が理想的な状態に達したことを指すものと思われる。身体を鍛錬し、筋肉を身に付けて強靭な肉体に近づくことにこそ体育の意義があるといえる。従来の体育教育は競争第一主義で、所定の競技に勝ち抜くための身体能力並びに技能の向上に主眼が置かれ、今に至るまで変わっていない。皮肉にも主要国を中心に肥満による成人病の発生が問題化し、有酸素運動など体質改善を一義にしたものに日の目が当たるようになったが、こうした動きはむしろ体育学が本来あるべき姿に近いものであるといえる。
各種スポーツにおいては、筋肉量を増やすことよりも競技能力の向上が優先される。必要なのは身体能力の向上であって、野球における投手のように、微妙なボディバランスが生命線となるような競技においては必要以上に筋肉をつけることがかえって不利に働くこともある。反対にレスリングやアメリカンフットボールのように力のぶつかり合いとボディコンタクトの双方が頻繁に生じる競技においては、できる限り筋力を増大し、衝撃から身を守るために筋肉をより多く付けることが奨励される場合もある。
筋肉質な肉体を追求する競技としてはボディビルディングがあり、この競技の出場選手がしばしば筋肉質の象徴的な存在となっている。

## 筋肉美・肉体美
筋肉の発達した男性の身体（裸体）が洋の東西を問わずしばしば彫刻や絵画の対象になるなど、美しさを現すものとして古くから認識されてきている。また女性に対するセックス・アピールの手段としても、筋肉の鍛えられた身体はしばしば「武器」であり続けてきた。この筋肉の発達し、美しい状態のことをしばしば「筋肉美」とか「肉体美」という語を用いて形容してきたが、これらの語は男性の魅力を表現するために用いられてきたものであり、女性に対してこうした表現を用いることはつい最近までほとんどなかった。

## 筋肉質な女性

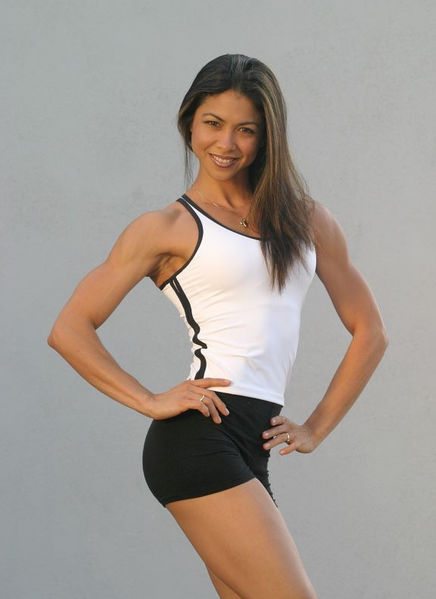
筋肉質な女性

オリンピックには早くから女性選手が出場しており、スポーツの分野は比較的早期から男女共同参画が図られた場であるといえるが、数多くの有名な女性選手が登場しても、彼女たちの筋肉が男性同様に注目されることはまずなかった。というよりもむしろ、女性の場合思春期以降でもアンドロゲンの分泌が少ないため、男性に比べて筋肉が発達せず、筋肉が男性並みに発達した女性選手が非常に少なく、そこまでの肉体改造も求められなかったためといえる。ただ、現在のボディビルディング競技ではフィットネス技術の進歩もあり、男性顔負けの筋骨隆々とした女性選手が多く出場している。
ボディビルディング競技にも比較的早くから女性選手が出場していたが、当初は現在でいうところのフィットネス競技に近いもので、それも適度に鍛えられた健康美を自慢する性格のものであった。
1970年代後半以降になると、女性の流行体型に変化が生じる。スレンダーという用語が一般的になり、男性が一般的に好む、曲線的な体型ではなく、女性が自ら好む体型を求めるようになった。ボディビル界の「山口百恵」こと西脇美智子の登場もこの頃である。芸能人の体型も変化した。この頃、日本初の本格的アクション女優として志穂美悦子が登場し、筋肉の鍛えられた健康的な肢体を見せていた。
その後は女性が筋肉を付けることが忌避される風潮もあり、筋肉質の女性芸能人は珍しい存在であったが、現在では女性の地位向上や価値観の変化もあり、水野裕子やソニンなど、筋肉質な肢体を魅力の1つとしている芸能人も見られるようになった。また、スポーツ界においては、肌の露出度が高い陸上競技などで男性顔負けの筋骨隆々とした女性選手が多く見られるようになっている。

## 筋肉質な男性

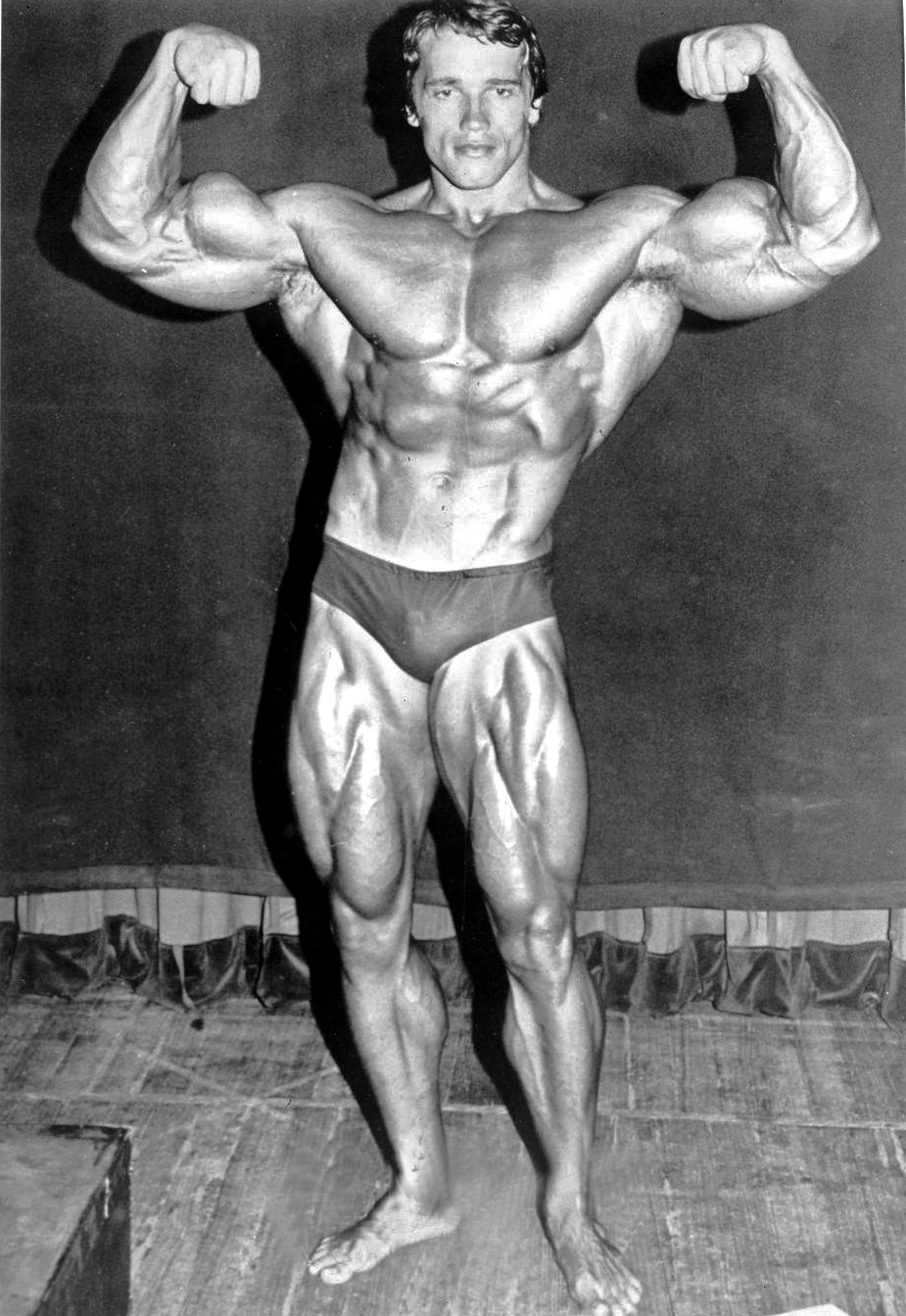
アーノルド・シュワルツェネッガー（1974年）

思春期に第二次性徴によってアンドロゲンの分泌が活溌となり、その作用で肩幅が広くなった後に筋肉が発達し、その上でスポーツなどで鍛えられた肉体を持つ俳優が人気を集めてきたが、筋肉美を誇る男性でもアーノルド・シュワルツェネッガーのような隆々とした筋肉より、香港の俳優であるブルース・リーのような引き締まった筋肉質の男性が人気を集める傾向がある。
1970年代にブルース・リーが一世を風靡すると、これに感化された日本人男性の間でも筋肉を付けることを意識して身体を鍛える者が増加するようになり、藤竜也やジョニー大倉のような人物も登場する。
1980年代に上映されたシルベスター・スタローンやアーノルド・シュワルツェネッガーら筋骨隆々な俳優主演のハリウッド映画が隆盛を極めたにことにもより、筋肉の鍛えられた男優が注目され、日本でも昼ドラマ『夏の嵐』などの「嵐3部作」で主演男優の渡辺裕之が精悍な風貌と鍛えられた肉体を披露し、女性ファンの人気を集めた。
渡辺のブレークなどから高橋克典などの鍛えられた肉体を持つ俳優が人気を集めるようになり、レイザーラモンHG、なかやまきんに君、庄司智春のような「筋肉芸人」やアクション出身の永井大などのように、マッチョな肉体とソフトな雰囲気をもつタイプの俳優も多数登場するようになった。また本格的にボディビルをしていた木村孝蔵のような俳優も出てきており、そういった影響を受けて多くの一般（ゲイではない）男性も筋肉質な肉体を目指すまでに至っている。最近ではアンドロゲンの分泌が活溌になり始める思春期かそれよりも前から筋トレを行っているタレントも多く、昔に比べて低年齢時より始める傾向が見られる。